# Monika Guthmann
Monika Guthmann (* 11. Februar 1968 in Ilmenau) ist eine deutsche Schauspielerin.

## Leben
Ihre Ausbildung machte sie von 1985 bis 1989 an der Hochschule für Schauspielkunst „Ernst Busch“ Berlin.
Nach dem Abschluss spielte sie vorwiegend Theater (u. a. 1989–1993 am Maxim-Gorki-Theater Magdeburg, 1998/99 am Theater der Stadt Heidelberg, Berliner Ensemble, Hamburger Schauspielhaus, Hansa Theater Berlin).
Guthmann betreibt auch andere Projekte, wie z. B. „Lichtblick Seniorenhilfe e. V.“, „Freundeskreis Metropol-Theater e. V.“, „Byteventure“, „Dialog des Geistes“, „Faszination Regenwald e. V.“, „Vereins zur Unterstützung von Schulen für Afghanische Flüchtlingskinder e. V.“ und „Schutzgemeinschaft Sächsische Schweiz e. V.“.
Ab 24. Februar 2015 um 20 Uhr fungiert Monika Guthmann, gemeinsam mit Bernhard Schwendemann als Moderatorin für die Sendung ZenOmLive-TV, die über den Internet Livestream von ZenOmLive und den TV-Sender RTS-Salzburg ausgestrahlt wird.
Bereits während ihres Studiums bekam sie erste Fernsehrollen.

## Filmografie
- 1993: Erdbeermund
- 1994: Einsteins Baby
- 1994: Bellermanns große Liebe
- 1995: Alphateam
- 1996: OP ruft Dr. Bruckner
- 1996: Alarmcode
- 1997: Hallo, Onkel Doc!
- 1997: Unschuld
- 1997: Frauenarzt Dr. Markus Mertin
- 1998: Die Männer vom K3 (Fernsehserie, eine Folge)
- 1998: Alarm für Cobra 11 – Die Autobahnpolizei: Leichenwagen
- 1998: Der Bergdoktor – Zwischen Himmel und Erde
- 1999: Ritas Welt (Fernsehserie: Folge: „Ein harter Schnitt“)
- 1999: Mama ist unmöglich (Fernsehserie: Folge: „Der Geheime Papa“)[1]
- 1999–2001: Hinter Gittern – Der Frauenknast (Fernsehserie, 53 Folgen)
- 2000: St. Angela
- 2001: Dr. Sommerfeld – Neues vom Bülowbogen
- 2002: Doppelter Einsatz
- 2003: Tatort – Rosenholz
- 2003: Küstenwache
- 2004: Lovesick
- 2004: Die Sitte
- 2004: In aller Freundschaft – Lass uns Freunde bleiben
- 2005: Was Sie schon immer über Singles wissen wollten
- 2007: Der Tag, an dem die Mauer fiel
- 2007: Maddin in Love
- 2008: Wir sind das Volk – Liebe kennt keine Grenzen
- 2010: Tatort – Nie wieder frei sein
- 2015: ZenOmLive TV (als Moderatorin)